# Parameshvara (Mathematiker)
Vatasseri Parameshvara (* um 1370 in Malabar; † 1460) war ein indischer Mathematiker, Astrologe und Astronom. Er ist einer der Begründer der Kerala-Schule von Mathematikern und Astronomen in Südindien.
Er war ein Nambudiri-Brahmane (sein Familienname war Vatasseri) und Schüler von Madhava. Seine Familie stammte aus Alathiyur am Ufer des Bharathapuzha bei Tirur (Malappuram (Distrikt) in Kerala). Sein Sohn Damodara war ebenfalls ein Astronom und Mathematiker. Er war der Lehrer von Nilakantha Somayaji, der aber auch noch Parameshvara persönlich kannte.
Von ihm sind mindestens 25 Manuskripte zur Astronomie bekannt. Unter anderem schrieb er Kommentare zu den Werken von Bhaskara I. und Aryabhata I.
Er war ein beobachtender Astronom, der aufgrund genauer Beobachtungen von Finsternissen über 55 Jahre Korrekturen an den Parametern in den damals in Indien verbreiteten astronomischen Theorien (besonders von Aryabhata I.) vorschlug.
Er gab eine Formel für den Radius des Umkreises im Sehnenviereck (üblicherweise Simon L’Huilier 1782 zugeschrieben) und verwendete einen Mittelwertsatz für die Interpolation des Sinus.